# (1309) Гиперборея
(1309) Гиперборея — астероид Главного пояса, открытый 11 октября 1931 года Григорием Неуйминым. Диаметр Гипербореи 57,15 км, эксцентриситет 0.1528839 и период обращения 2 094,46 дней (5,74 лет). Гиперборея имеет среднюю орбитальную скорость 16,64049496 км/с и наклон 10,28941°.
Своё название астериоид получил название в честь мифической северной страны Гипербореи.